# 분산계
분산계(分散系)는 한 물질의 분포된 입자들이 다른 물질의 연속적인 상에서 분산된 계(系)이다. 이 2가지 상은 동일하거나 서로 다른 물질의 상태에 속할 수 있다.
분산계는 각기 다른 수많은 방식으로 분류된다. 이 분류에는 연속상의 입자들과 관련하여 입자들이 얼마나 큰지, 침전이 발생하는지, 브라운 운동이 존재하는지 등이 포함된다. 일반적으로 퇴적이 될 정도로 충분히 큰 입자의 분산계는 현탁액으로 불리며, 더 작은 입자의 것은 교질, 용액으로 불린다.